# Minister van Arbeid (Verenigde Staten)
De minister van Arbeid (Engels: Secretary of Labor) leidt het ministerie van Arbeid van de Verenigde Staten. De huidige minister van Arbeid is Marty Walsh van de Democratische Partij, de oud-burgemeester van Boston. Hij is in functie sinds 23 maart 2021.
Prominenten die hebben gediend als minister van Arbeid zijn onder anderen: Frances Perkins (eerste vrouwelijke minister), Arthur Goldberg (later rechter aan het Hooggerechtshof), George Shultz (later minister van Financiën en Buitenlandse Zaken), Elizabeth Dole (later minister van Transport en senator), Elaine Chao (later minister van Transport) en Tom Perez (later voorzitter van het Democratisch Nationaal Comité).

## Lijst van Amerikaanse ministers van Arbeid
| Nr.    | Minister van Economische Zaken en Arbeid Secretary of Commerce and Labor | Minister van Economische Zaken en Arbeid Secretary of Commerce and Labor | Minister van Economische Zaken en Arbeid Secretary of Commerce and Labor | Ambtstermijn                    | Ambtstermijn      | Partij(en)                    | President(en)                         | Kabinet(en)              |
| ------ | ------------------------------------------------------------------------ | ------------------------------------------------------------------------ | ------------------------------------------------------------------------ | ------------------------------- | ----------------- | ----------------------------- | ------------------------------------- | ------------------------ |
| 1      |                                                                          | George Cortelyou                                                         | George Cortelyou (1862–1940)                                             | 18 februari 1903                | 1 juli 1904       | R                             | Theodore Roosevelt (1901–1909)        | T. Roosevelt (1901–1909) |
| 2      |                                                                          | Victor Metcalf                                                           | Victor Metcalf (1853–1936)                                               | 1 juli 1904                     | 16 december 1906  | R                             | Theodore Roosevelt (1901–1909)        | T. Roosevelt (1901–1909) |
| 3      |                                                                          | Oscar Straus                                                             | Oscar Straus (1850–1926)                                                 | 16 december 1906                | 4 maart 1909      | R                             | Theodore Roosevelt (1901–1909)        | T. Roosevelt (1901–1909) |
| 4      |                                                                          | Charles Nagel                                                            | Charles Nagel (1849–1940)                                                | 4 maart 1909                    | 4 maart 1913      | R                             | William Howard Taft (1909–1913)       | Taft                     |
| Nr.    | Minister van Arbeid Secretary of Labor                                   | Minister van Arbeid Secretary of Labor                                   | Minister van Arbeid Secretary of Labor                                   | Ambtstermijn                    | Ambtstermijn      | Partij(en)                    | President(en)                         | Kabinet(en)              |
| 1      |                                                                          | William Bauchop Wilson                                                   | William Wilson (1862–1934)                                               | 4 maart 1913                    | 4 maart 1921      | D                             | Woodrow Wilson (1913–1921)            | Wilson                   |
| 2      |                                                                          | Jim Davis                                                                | Jim Davis (1873–1947)                                                    | 4 maart 1921                    | 3 november 1930   | R                             | Warren Harding (1921–1923)            | Harding                  |
| 2      | Calvin Coolidge (1923–1929)                                              | Jim Davis                                                                | Jim Davis (1873–1947)                                                    | 4 maart 1921                    | 3 november 1930   | R                             | Coolidge                              |                          |
| 2      | Herbert Hoover (1929–1933)                                               | Jim Davis                                                                | Jim Davis (1873–1947)                                                    | 4 maart 1921                    | 3 november 1930   | R                             | Hoover                                |                          |
| Vacant | Herbert Hoover (1929–1933)                                               |                                                                          |                                                                          |                                 |                   |                               | Hoover                                |                          |
| 3      | Herbert Hoover (1929–1933)                                               |                                                                          | William Doak                                                             | William Doak (1882–1933)        | 10 december 1930  | 4 maart 1933                  | Hoover                                | R                        |
| 4      |                                                                          | Frances Perkins                                                          | Frances Perkins (1880–1965)                                              | 4 maart 1933                    | 30 juni 1945      | D                             | Franklin Delano Roosevelt (1933–1945) | F.D. Roosevelt           |
| 4      | Harry S. Truman (1945–1953)                                              | Frances Perkins                                                          | Frances Perkins (1880–1965)                                              | 4 maart 1933                    | 30 juni 1945      | D                             | Truman                                |                          |
| 5      | Harry S. Truman (1945–1953)                                              |                                                                          | Lewis Schwellenbach                                                      | Lewis Schwellenbach (1894–1948) | 30 juni 1945      | 10 juni 1948                  | Truman                                | D                        |
| Vacant | Harry S. Truman (1945–1953)                                              |                                                                          |                                                                          |                                 |                   |                               | Truman                                |                          |
| 6      | Harry S. Truman (1945–1953)                                              |                                                                          | Maurice Tobin                                                            | Maurice Tobin (1901–1953)       | 13 augustus 1948  | 20 januari 1953               | Truman                                | D                        |
| 7      |                                                                          | Martin Durkin                                                            | Martin Durkin (1894–1955)                                                | 20 januari 1953                 | 10 september 1953 | D                             | Dwight D. Eisenhower (1953–1961)      | Eisenhower               |
| Vacant |                                                                          |                                                                          |                                                                          |                                 |                   |                               | Dwight D. Eisenhower (1953–1961)      | Eisenhower               |
| 8      |                                                                          | James Paul Mitchell                                                      | James Paul Mitchell (1900–1964)                                          | 10 oktober 1953                 | 20 januari 1961   | R                             | Dwight D. Eisenhower (1953–1961)      | Eisenhower               |
| 9      |                                                                          | Arthur Goldberg                                                          | Arthur Goldberg (1908–1990)                                              | 20 januari 1961                 | 20 september 1962 | D                             | John F. Kennedy (1961–1963)           | Kennedy                  |
| 10     |                                                                          | Willard Wirtz                                                            | Willard Wirtz (1912–2010)                                                | 20 september 1962               | 20 januari 1969   | D                             | John F. Kennedy (1961–1963)           | Kennedy                  |
| 10     | D                                                                        | Willard Wirtz                                                            | Willard Wirtz (1912–2010)                                                | 20 september 1962               | 20 januari 1969   | Lyndon B. Johnson (1963–1969) | L.B. Johnson                          |                          |
| 11     |                                                                          | George Shultz                                                            | George Shultz (1920–2021)                                                | 20 januari 1969                 | 1 juli 1970       | R                             | Richard Nixon (1969–1974)             | Nixon                    |
| 12     |                                                                          | James Hodgson                                                            | James Hodgson (1915–2012)                                                | 1 juli 1970                     | 1 februari 1973   | R                             | Richard Nixon (1969–1974)             | Nixon                    |
| 13     |                                                                          | Peter Brennan                                                            | Peter Brennan (1918–1996)                                                | 1 februari 1973                 | 15 maart 1975     | D                             | Richard Nixon (1969–1974)             | Nixon                    |
| 13     | D                                                                        | Peter Brennan                                                            | Peter Brennan (1918–1996)                                                | 1 februari 1973                 | 15 maart 1975     | Gerald Ford (1974–1977)       | Ford                                  |                          |
| 14     |                                                                          | John Dunlop                                                              | John Dunlop (1914–2003)                                                  | 15 maart 1975                   | 30 januari 1976   | Gerald Ford (1974–1977)       | Ford                                  | R                        |
| Vacant |                                                                          |                                                                          |                                                                          |                                 |                   | Gerald Ford (1974–1977)       | Ford                                  |                          |
| 15     |                                                                          | William Usery                                                            | William Usery (1923–2016)                                                | 10 februari 1976                | 20 januari 1977   | Gerald Ford (1974–1977)       | Ford                                  | R                        |
| 16     |                                                                          | Ray Marshall                                                             | Ray Marshall (1928)                                                      | 20 januari 1977                 | 20 januari 1981   | D                             | Jimmy Carter (1977–1981)              | Carter                   |
| Vacant | Vacant                                                                   | Vacant                                                                   | Vacant                                                                   | Vacant                          | Vacant            | Vacant                        | Ronald Reagan (1981–1989)             | Reagan                   |
| 17     |                                                                          | Raymond Donovan                                                          | Raymond Donovan (1930–2021)                                              | 4 februari 1981                 | 15 maart 1985     | R                             | Ronald Reagan (1981–1989)             | Reagan                   |
| Vacant |                                                                          |                                                                          |                                                                          |                                 |                   |                               | Ronald Reagan (1981–1989)             | Reagan                   |
| 18     |                                                                          | Bill Brock                                                               | Bill Brock (1930–2021)                                                   | 29 april 1985                   | 31 oktober 1987   | R                             | Ronald Reagan (1981–1989)             | Reagan                   |
| Vacant |                                                                          |                                                                          |                                                                          |                                 |                   |                               | Ronald Reagan (1981–1989)             | Reagan                   |
| 19     |                                                                          | Ann Mclaughlin                                                           | Ann Mclaughlin (1941–2023)                                               | 10 december 1987                | 20 januari 1989   | R                             | Ronald Reagan (1981–1989)             | Reagan                   |
| 20     |                                                                          | Elizabeth Dole                                                           | Elizabeth Dole (1936)                                                    | 20 januari 1989                 | 22 november 1990  | R                             | George H.W. Bush (1989–1993)          | G.H.W. Bush              |
| Vacant |                                                                          |                                                                          |                                                                          |                                 |                   |                               | George H.W. Bush (1989–1993)          | G.H.W. Bush              |
| 21     |                                                                          | Lynn Morley Martin                                                       | Lynn Morley Martin (1939)                                                | 22 februari 1991                | 20 januari 1993   | R                             | George H.W. Bush (1989–1993)          | G.H.W. Bush              |
| 22     |                                                                          | Robert Reich                                                             | Robert Reich (1946)                                                      | 20 januari 1993                 | 20 januari 1997   | D                             | Bill Clinton (1993–2001)              | Clinton                  |
| Vacant |                                                                          |                                                                          |                                                                          |                                 |                   |                               | Bill Clinton (1993–2001)              | Clinton                  |
| 23     |                                                                          | Alexis Herman                                                            | Alexis Herman (1947–2025)                                                | 1 mei 1997                      | 20 januari 2001   | D                             | Bill Clinton (1993–2001)              | Clinton                  |
| 24     |                                                                          | Elaine Chao                                                              | Elaine Chao (1953)                                                       | 20 januari 2001                 | 20 januari 2009   | R                             | George W. Bush (2001–2009)            | G.W. Bush                |
| [ 7 ]  |                                                                          | Howard Radzely                                                           | Howard Radzely (1970)                                                    | 20 januari 2009                 | 2 februari 2009   | R                             | Barack Obama (2009–2017)              | Obama                    |
| [ 7 ]  |                                                                          | Ed Hugler                                                                | Ed Hugler (1950)                                                         | 2 februari 2009                 | 24 februari 2009  | O                             | Barack Obama (2009–2017)              | Obama                    |
| 25     |                                                                          | Hilda Solis                                                              | Hilda Solis (1957)                                                       | 24 februari 2009                | 22 januari 2013   | D                             | Barack Obama (2009–2017)              | Obama                    |
| [ 7 ]  |                                                                          | Seth Harris                                                              | Seth Harris (1962)                                                       | 22 januari 2013                 | 23 juli 2013      | D                             | Barack Obama (2009–2017)              | Obama                    |
| 26     |                                                                          | Tom Perez                                                                | Tom Perez (1961)                                                         | 23 juli 2013                    | 20 januari 2017   | D                             | Barack Obama (2009–2017)              | Obama                    |
| [ 7 ]  |                                                                          | Ed Hugler                                                                | Ed Hugler (1950)                                                         | 20 januari 2017                 | 28 april 2017     | O                             | Donald Trump (2017–2021)              | Trump I                  |
| 27     |                                                                          | Alex Costa                                                               | Alex Acosta (1969)                                                       | 28 april 2017                   | 20 juli 2019      | R                             | Donald Trump (2017–2021)              | Trump I                  |
| [ 7 ]  |                                                                          | Patrick Pizzella                                                         | Patrick Pizzella (1954)                                                  | 20 juli 2019                    | 30 september 2019 | R                             | Donald Trump (2017–2021)              | Trump I                  |
| 28     |                                                                          | Eugene Scalia                                                            | Eugene Scalia (1963)                                                     | 30 september 2019               | 20 januari 2021   | R                             | Donald Trump (2017–2021)              | Trump I                  |
| [ 7 ]  |                                                                          | Al Stewart                                                               | Al Stewart (1955)                                                        | 20 januari 2021                 | 23 maart 2021     | D                             | Joe Biden (2021–2025)                 | Biden                    |
| 16     |                                                                          | Marty Walsh                                                              | Marty Walsh (1967)                                                       | 23 maart 2021                   | 11 maart 2023     | D                             | Joe Biden (2021–2025)                 | Biden                    |
| [ 7 ]  |                                                                          | Julie Su                                                                 | Julie Su (1969)                                                          | 11 maart 2023                   | 20 januari 2025   | D                             | Joe Biden (2021–2025)                 | Biden                    |